# Biblioteca Argentina Dr. Juan Álvarez
La Biblioteca Argentina Dr. Juan Álvarez es una biblioteca municipal de Rosario, Argentina. Es la más importante de la ciudad y una de las más destacadas de la provincia de Santa Fe. Fue inaugurada en el año 1912, luego de la gestión efectuada por el Dr. Juan Álvarez, quien en su carácter de secretario de la Municipalidad de Rosario, impulsó su construcción en el antiguo Patio del Mercado. Desde 1956 lleva su nombre.
Posee una importante hemeroteca, depositaria de material de la ONU, inaugurada en 1949. Cuenta con 186 000 libros ubicados en el depósito del subsuelo y en las galerías altas del Salón de lectura.
En el sector de estanterías de libre acceso, dentro del salón de lectura, se encuentran además 2000 novelas y libros de divulgación. El salón de lectura cuenta con 190 puestos de estudio. Es un lugar propicio para consultar las obras que posee la biblioteca o utilizar sus propios apuntes. En este ámbito el usuario puede acercarse a las estanterías y elegir libremente el libro de su interés. 

## Historia
La fundación fue establecida por ordenanza municipal del 11 de octubre de 1909, el 7 de septiembre de 1910, se colocó la primera piedra  y se inauguró el 24 de julio de 1912, con una colección de 9000 volúmenes. Fue remodelada en diferentes ocasiones, la última en 2019.

## Biblioteca depositaria
La Biblioteca Argentina es "Biblioteca oficial Depositaria" (DL-138) del Sistema DEPOLIB de Naciones Unidas desde abril de 1957.
Están a disposición publicaciones digitalizadas de diarios y revistas de la prensa de Rosario del siglo XIX y principios del siglo XX para leer y consultar información.